# Saint-Louis (Mosela)
Saint-Louis  é uma comuna francesa na região administrativa de Grande Leste, no departamento de Moselle. Estende-se por uma área de 9,28 km². Em 2010 a comuna tinha 678 habitantes (densidade: 73,1 hab./km²).